# Wilfredo Parra
Wilfredo Parra (Caracas, 9 de mayo de 1989) es un actor y cantante venezolano. Protagonizó la versión venezolana del musical de Broadway Pippin en 2013. Además también ha desarrollado carrera como diseñador teatral.

## Primeros años
Wilfredo nació el 9 de mayo de 1989 en Caracas, Venezuela. Desde pequeño mostró gran interés por las artes, en especial por las escénicas. 
Sin embargo se empezó a desarrollar profesionalmente como ilustrador y diseñador gráfico, lo que lo llevó a trabajar dentro de distintos proyectos en el área de dirección artística.

## Trayectoria profesional

### Carrera como diseñador
Sus estudios universitarios fueron en Diseño Gráfico e Ilustración. Desde temprana edad se vio involucrado en el mundo del diseño publicitario donde intervino en campañas publicitarias para importantes marcas.  Luego su trabajo fue tomando un rumbo natural al inclinarse por el diseño teatral y la dirección de arte. Creó la imagen y escenografía para varias producciones de la Compañía Lily Álvarez Sierra, entre ellas "Cuenta Regresiva" (Carnaval de Jordi Galcerán) Dirigida por César Sierra y también su versión de Alicia a través del espejo. Otros espectáculos de la compañía en los que contribuyó en diversas áreas fueron El Principito, La Sirenita y El Corazón Delator. Trabajó también con los grupos Horus Teatro, Artó de Caracas y Kebebasan Producciones.

### Carrera como actor y cantante
Estudió durante un tiempo canto en la academia de la Venezolana Mayré Martínez (Ganadora de Latin American Idol).
Dentro de los musicales su formación comenzó con la compañía Lily Álvarez Sierra en su Taller de Teatro Musical, graduándose dentro de la primera promoción de la escuela. Esto lo llevó a participar en musicales en vivo como la revista musical "Clap" (2012) que se presentó en el Teatro de Chacao, interpretando personajes como Mark Cohen (Rent) y Nicky (Avenue Q). Luego en 2013 protagonizó la nueva versión oficial en castellano del musical de Broadway Pippin compuesto por Stephen Schwartz, el cual estuvo en temporada hasta inicios del 2014.
A mediados de 2014 decide emigrar a Buenos Aires, Argentina, país en el que reside actualmente logrando participar en algunas producciones teatrales.
En 2015 entra al reality de canto del canal de televisión argentino Quiero música en mi idioma llamado "La Estrella del amor" donde logra avanzar hasta la semifinal siendo el único extranjero a esas alturas de la competencia, quedándose a un solo programa de optar por la victoria.

### Carrera como director
En el 2016 empezó la producción de un nuevo musical argentino escrito por Pablo Silva e Inbal Comedi, titulado "Sombras de Libertad", el cual estrenó en septiembre de ese mismo año en el Teatro de Globo en Buenos Aires, recibiendo buenos comentarios del público y la crítica. Esta nueva obra, que aún se encuentra en desarrollo, planea continuar funciones en su versión mejorada en 2017 en la capital Argentina y el interior del país.
Ese mismo año "La Isla del Tesoro" otro proyecto musical es entregado a su mando. Con libro y música de Pablo Flores Torres y letras de Cesareo Alfonso García, la primera producción porteña de este musical original basado en el Libro de Robert L. Stevenson, verá la luz en julio del 2017.

## Créditos Teatrales como actor
| Año       | Título                                    | Personaje o Rol                     | Lugar                   |
| --------- | ----------------------------------------- | ----------------------------------- | ----------------------- |
| 2012      | Clap! el musical                          | Mark Cohen (Rent), Nicky (Avenue Q) | Caracas, Venezuela      |
| 2012      | La Navidad de Lucy                        | Ricky                               | Caracas, Venezuela      |
| 2012      | Un duende en Navidad                      | Personaje Misterioso                | Caracas, Venezuela      |
| 2013–2014 | Pippin                                    | Pippin                              | Caracas, Venezuela      |
| 2014      | Habitación independiente para hombre solo | Vigirima                            | Caracas, Venezuela      |
| 2015      | Horus el musical                          | Ensamble / Seth cover               | Buenos Aires, Argentina |